# Pic Cristóbal Colón
Le pic Cristóbal Colón est un sommet de Colombie s'élevant à environ 5 775 mètres d'altitude et constituant le point culminant du pays et de la sierra Nevada de Santa Marta, probablement devant son voisin, le pic Simón Bolívar. C'est le cinquième sommet au monde par sa hauteur de culminance. Il est nommé en hommage à Christophe Colomb. Sa première ascension a été réussie en 1939. C'est un sommet sans difficulté majeure mais difficile d'accès, sur le territoire traditionnel des Arhuacos. Il est situé dans le parc national de la Sierra Nevada de Santa Marta.

## Toponymie
Cristóbal Colón, en espagnol, est le nom de Christophe Colomb.
Chez les Arhuacos, le sommet est nommé Chunduake. C'est le seul qui dispose individuellement d'un nom autochtone dans la sierra, les principaux sommets étant identifiés collectivement sous l'appellation Chundua (les « montagnes » ou « demeure des morts »), le trône du dieu Kakarua Viku.

## Géographie
Le pic Cristóbal Colón est situé dans le Nord de la Colombie, dans le département de Magdalena. Il se trouve à environ 70 kilomètres au sud-est de Santa Marta, 130 kilomètres à l'est de Barranquilla et 700 kilomètres au nord de Bogota, alors que la frontière avec le Venezuela passe à 100 kilomètres à l'est-sud-est. Les côtes de la mer des Caraïbes sont à moins de 45 kilomètres au nord. L'altitude du sommet est incertaine, comprise entre 5 700, 5 730 voire 5 775 mètres d'altitude, très proche, mais probablement plus élevée, que celle du pic Simón Bolívar à 670 mètres au sud-ouest, ce qui en ferait le point culminant du pays et de la sierra Nevada de Santa Marta, une des extensions les plus septentrionales de la cordillère des Andes. Sa hauteur de culminance par rapport au Cayambe, à pratiquement 1 300 kilomètres au sud-sud-ouest en Équateur, est supérieure à 5 500 mètres, ce qui en fait le cinquième plus proéminent au monde. Il abrite un champ de glace en phase de recul prononcé depuis cinquante ans.

## Histoire
La première tentative d'ascension du pic Cristóbal Colón, en 1936, se solde par la mort de l'alpiniste Hans Lötscher après une chute dans une crevasse, alors qu'il est accompagné de son compatriote Willy Weber,,. Selon les sources, ce sont des émigrants d'origine allemande,, suisse ou autrichienne.
En 1939, Walter Wood, Anderson Bakerwell et E. Praolini réussissent, par l'arête orientale, la première ascension du sommet,, à l'occasion d'une expédition cartographique organisée par la Société américaine de géographie et menée par Thomas D. Cabot,. La deuxième ascension est effectuée par les époux suisses Dorly et Frédéric Marmillod en février 1943,.
En janvier 1957, Piero Ghiglione réalise la première ascension de la face sud, en solitaire.

## Activités

### Ascension
L'approche vers le sommet peut s'effectuer depuis Valledupar, où la délivrance d'un permis est généralement requise, soit par Nabusimake (San Sebastián de Rábago) au sud, soit par Donachui à l'est, en véhicule tout terrain. Ensuite, l'accès jusqu'au camp de Nabobo, à 4 450 mètres d'altitude au bord de lacs glaciaires, au sud-est des pics Cristóbal Colón et Simón Bolívar, se poursuit à l'aide de guides autochtones et de mules. L'ascension vers le sommet se fait d'abord en remontant vers le nord jusqu'à la limite des neiges éternelles, vers 5 000 mètres sur le versant sud-est, pour y installer le camp final. Enfin, après avoir gravi un petit glacier, il faut franchir le col appelé La Horqueta, vers 5 550 mètres, entre les deux pics et terminer par l'ascension de l'épais glacier de la face ouest jusqu'au sommet. Cette dernière étape depuis le camp final nécessite environ cinq heures. Toutefois, depuis 1996, l'accès à la montagne est fréquemment interdit par les Arhuacos.

### Protection environnementale
Le pic Cristóbal Colón est protégé depuis 1964 dans le parc national de la Sierra Nevada de Santa Marta qui s'étend sur 3 830 km2.